# West-Armeens
Het West-Armeens (Armeens: Արեւմտահայերէն, Արեւմտեան աշխարհաբար; soms, vooral gedurende de eerste helft van de 20e eeuw, aangeduid als: Թրքահայերէն, "Turks-Armeens") is een van de twee dialecten van het Armeens. Deze Indo-Europese taal werd oorspronkelijk gesproken door de Armeense inwoners van Oost-Turkije, ook wel de Armeense diaspora genoemd. Hiermee worden Armeniërs bedoeld die in verschillende gemeenschappen buiten Armenië leven. Het dialect is ontstaan in het begin van de 19e eeuw en is gebaseerd op het Armeense dialect van Istanboel.
Het wordt tegenwoordig vooral gesproken in Noord-Amerika, Europa en in het Midden-Oosten. In Iran echter wordt Oost-Armeens gesproken. Het wordt ook gesproken door een kleine gemeenschap in Turkije. Maar West-Armeens wordt gesproken door slechts een klein percentage van de Armeniërs in Turkije, met 18 procent onder de algemene communautaire en 8 procent onder jongeren.
De West-Armeense taal in Turkije is gedefinieerd als een bedreigde taal (letterlijk: "definitely endangered", oftewel de een na laagste categorie van bedreiging).
Oudarmeens · Oost-Armeens · West-Armeens